# Nassir Little
Nassir Shamai Little (ur. 11 lutego 2000 w Pensacola) – amerykański koszykarz występujący na pozycjach niskiego lub silnego skrzydłowego, aktualnie zawodnik Phoenix Suns.
W 2018 wystąpił w dwóch meczach gwiazd amerykańskich szkół średnich – McDonald’s All-American i Jordan Classic. W obu został wybrany MVP spotkania. Został też zaliczony do III składu USA Today's All-USA. Wziął również udział w Allen Iverson Roundball Classic. 
27 września 2023 został wytransferowany do Phoenix Suns.

## Osiągnięcia
Stan na 28 września 2023, na podstawie, o ile nie zaznaczono inaczej.
NCAA
- Uczestnik rozgrywek Sweet Sixteen turnieju NCAA (2019)
- Mistrz sezonu regularnego konferencji Atlantic Coast (ACC – 2019)